# アリューシャン方面の戦い
アリューシャン方面の戦い（アリューシャンほうめんのたたかい）は、第二次世界大戦における太平洋戦争（大東亜戦争）において、1942年6月から1943年8月にかけて、日本軍と連合国軍（アメリカ軍とカナダ軍）の間でアラスカ準州のアリューシャン列島や周辺海域で行われた一連の作戦および戦闘。アメリカ本土戦線の一局面である。日付変更線をまたいで行われた作戦なので、資料によって日付と時刻にズレがある。日本側の記録がUTC+9を使用しているのに対してアメリカ側はUTC-10を使用しており、19時間の時差がある。

## 概要
アリューシャン方面の戦いは、太平洋戦争において、アリューシャン列島を巡って日本軍と連合国軍が交戦した一連の作戦および戦闘。1942年（昭和17年）5月に日本軍はAL作戦とMI作戦を発動、AL作戦に関しては日本海軍の第五艦隊と輸送船や特設艦艇がアリューシャン列島方面に進出した。またAL作戦の一環として少数の潜水艦がアリューシャン列島や北アメリカ大陸西海岸に出動し、監視や索敵、小規模の艦砲射撃をおこなった。6月3日と4日、航空母艦2隻から発進した攻撃隊がアマクナック島ダッチハーバーを空襲し、損害を与えた。この攻撃で不時着した零式艦上戦闘機が鹵獲された。
6月7日から8日にかけて、日本陸軍と海軍陸戦隊がアッツ島とキスカ島を占領した。これはアメリカ合衆国にとって第二次世界大戦における初の領土（植民地を除く）喪失であった。このことは各地で敗北を重ねるだけでなく、アメリカ本土砲撃をはじめとする本土への攻撃を受けていたアメリカ国民の士気喪失につながるとして、軍および合衆国政府は強い危機感を感じた。
だがアメリカ海軍もソロモン諸島のガダルカナル島攻防戦で激戦を展開しており、アリューシャン方面では攻勢には出られなかった。潜水艦の襲撃や、航空機の爆撃で日本軍を牽制した。1943年（昭和18年）1月中旬、連合軍はアムチトカ島に上陸して占領、飛行場を整備した。これに対し日本軍のアッツ島やキスカ島における飛行場建設は遅延し、連合軍が制空権を掌握した。またアメリカ海軍の巡洋艦が活動して日本側のシーレーンを脅かし、1943年（昭和18年）3月下旬にはアッツ島沖海戦が勃発した。
5月12日、連合軍はランドクラブ作戦を発動してアッツ島の戦いが始まり、山崎保代陸軍大佐が指揮する日本軍守備隊は5月29日に玉砕した。日本の大本営陸軍部海軍部はキスカ島からの撤退を決断、第五艦隊指揮下の潜水艦と水雷戦隊によりキスカ島撤退作戦が行われ、7月29日に完了した。連合国軍は日本軍の撤退に気付かず、8月にコテージ作戦を決行して無人になっていたキスカ島を占領した。これにより、アリューシャン列島は連合国軍の支配下に戻った。これ以降、太平洋戦争の終結まで北東方面は小康を保った。
本記事では概略を述べる。作戦の経緯、参加部隊や艦艇などの詳細は、当該記事を参照のこと。

## 歴史

### 1942年

#### AL作戦

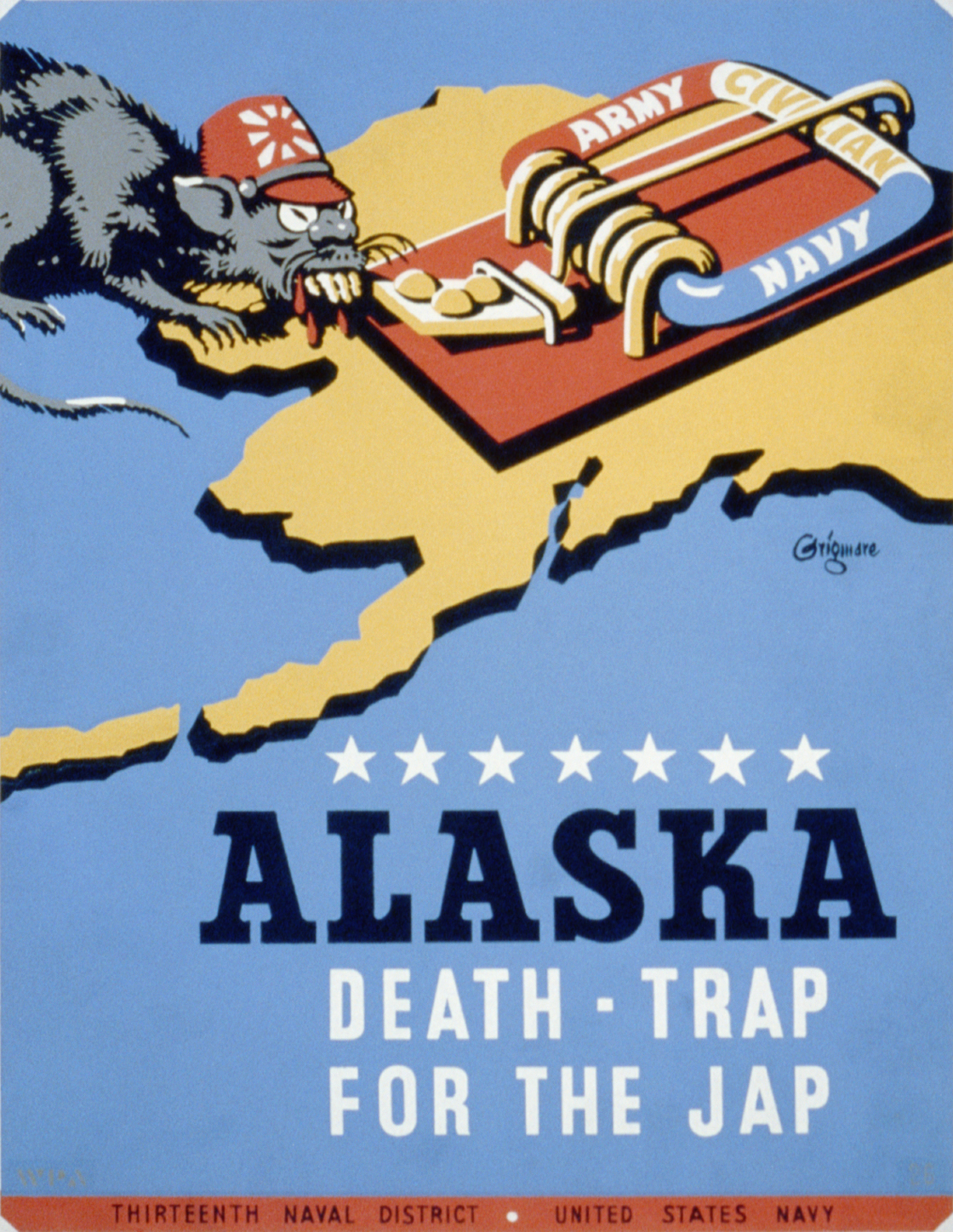
1942年、アメリカ海軍のプロパガンダ広告。“アラスカはジャップにとって死の罠”という意味。

アリューシャン列島は、太平洋戦争開戦時の連合艦隊作戦計画では、「占領または攻撃破壊すべき外郭要地」として定められていたが、これは十分に検討されたものではなかった。日本海軍において日本列島東方海面（西太平洋）の警戒は北方部隊（指揮官＝第五艦隊司令長官）の主担任であったが、漁船を転用した特設監視艇と、木更津基地と南鳥島の航空兵力が限定的な哨戒をおこなっているにすぎなかった。
1942年（昭和17年）3月、南方作戦が一段落つくと、時期作戦をめぐって日本海軍と日本陸軍との間で見解の相違が生じた
。4月15日、第一段作戦を終えた日本はMI作戦（ミッドウェー作戦）やAL作戦（アリューシャン作戦）も含めた第二段作戦を立案して裁可された。
AL作戦の目的は、アメリカの北方路の進行を阻止するもので、米ソ間の連絡を妨害し、シベリアにアメリカ軍の航空部隊が進出するのを妨害しようとするものであった。1942年2月の図上演習では、当時開発されたとの情報があった米大型爆撃機が、アリューシャン列島の基地から帝都空襲をおこない、その一部が奇襲に成功するという結果が示されたことで、同方面の関心はさらに強くなった。また、同作戦によりミッドウェーとキスカ間に哨戒機を往復させてアメリカ海軍の空母機動部隊が近接するのを防ごうという意見の者もいたが、軍令部航空主務部員の三代辰吉も連合艦隊航空参謀の佐々木彰も、霧などの関係から到底そのような飛行哨戒は不可能と考え、全くその案は考慮しなかったと回想している。
このあと、1942年4月18日に米軍機による日本初空襲（ドーリットル空襲）が実行されて日本列島各地に被害を与えたが、この空襲は既存の陸上爆撃機（B-25）を空母「ホーネット」から発進させる戦法で実施された。ドーリットル空襲により、MI作戦とAL作戦に懐疑的あるいは関心が薄かった大本営海軍部と日本陸軍も、一転して本作戦の重要性を認識するに至った。日本陸軍はMI作戦に一木支隊を、AL作戦に北海支隊を提供する。MI作戦とAL作戦は一体のものであり、敵主力艦隊がどちらに出現しても、相互に支援できるような計画であった。
アリューシャン攻撃部隊は北方部隊指揮官（第五艦隊司令長官細萱戊子郎中将）がこれを指揮し、第四航空戦隊（司令官角田覚治少将：中型空母「隼鷹」、軽空母「龍驤」）と第一水雷戦隊（司令官森友一少将）および指揮下艦艇、第一潜水戦隊（司令官山崎重暉少将）などの艦艇が作戦に参加した。そして北海支隊（指揮官穂積松年陸軍少佐）がアダック島とアッツ島の攻略を、舞鶴第三特別陸戦隊がキスカ島を占領予定であった。
5月26日、第二機動部隊（空母2隻、高雄型重巡2隻、第7駆逐隊）は大湊を出航した。同26日、北方部隊主隊も大湊を出撃した。29日、AQ攻略部隊（アダック、アッツ攻略部隊）は大湊を出撃した。
6月2日、AOB攻略部隊（キスカ攻略部隊）の軽巡2隻、駆逐艦3隻、第13駆潜艇隊、輸送船6隻は幌筵島から出撃した。6月3日、北方部隊主隊は幌筵から出撃した。

#### ダッチハーバー空襲

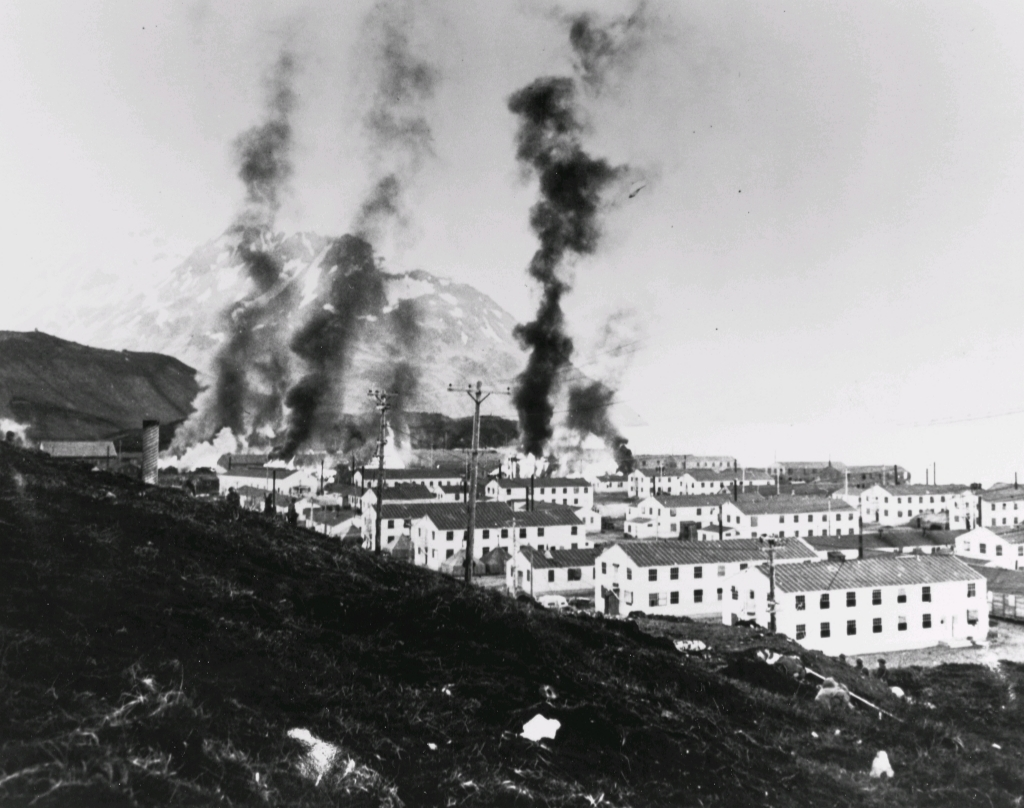
日本海軍機の空襲を受けて炎上するダッチハーバーのアメリカ軍基地

アメリカ軍は暗号解読により日本軍の攻撃を知り、ロバート・シオボルド少将麾下の巡洋艦5隻、駆逐艦4隻をコジャック島方面に、駆逐艦9隻をウナラスカ島に配備した。
6月3日早朝、第四航空戦隊の攻撃隊がフォックス諸島アマクナック島ダッチハーバーのアメリカ海軍基地と陸軍基地を空襲した。翌4日、日本軍は再度空襲を行い基地内外に大きな被害を与え、施設や宿舎などを炎上させた。この日、龍驤の艦上戦闘機1機が不時着し、パイロットは死亡した。後日、連合軍は不時着した零戦を鹵獲して修理し、アクタン・ゼロとして研究した。

#### アッツ島とキスカ島の占領
北方部隊は最初にアダック島を攻略する予定だったが、6月5日にミッドウェー海戦大敗の速報が入り、攻略延期を余儀なくされた。連合艦隊からの命令によりアダック島攻略は中止され、アッツ島とキスカ島のみの攻略となった。
日本軍は現地時間6月6日（日本時間7日）にキスカ島、現地時間6月7日（日本時間8日）にアッツ島を占領した。アッツ島には少数の民間人と先住民族のアレウト族がおり、キスカ島にはアメリカ軍の前線観測所があった。日本はアッツ島を“熱田島”、キスカ島を“鳴神島”と改名した。日本軍は、ミッドウェー海戦の敗戦を隠すためにアツツ島とキスカ島の占領を大々的に報道し、アリューシャン列島西部を長期占領する方針を固めた。
アメリカ軍は偵察でアッツ島、キスカ島に日本軍が上陸していることを発見、爆撃機やカタリナ飛行艇による空襲を開始した。12日には駆逐艦「響」が爆撃により損傷、19日には貨物船日産丸が撃沈された。さらにミッドウェー海戦で勝利した第16任務部隊（指揮官レイモンド・スプルーアンス提督）の正規空母2隻（エンタープライズ、ホーネット）に補給をおこない、アリューシャン方面に出動させた。しかし日本海軍が後述の警戒態勢をとっていることが判明し、第16任務部隊はハワイに撤収した。

#### アメリカ本土砲撃
第五艦隊司令長官を指揮官とする北方部隊には少数の潜水艦が配備され、アリューシャン作戦では監視や索敵、牽制攻撃をおこなうことになった。6月21日、伊26がバンクーバー島の無線基地を砲撃した。6月22日、伊25がオレゴン州アストリア市のフォート・スティーブンス基地に艦砲射撃を実施した（フォート・スティーブンス砲撃）。

#### 7月5日の海戦
連合艦隊は「アメリカ海軍はミッドウェー勝利の勢いに乗ってアッツやキスカの奪還に乗り出すのでは」と懸念し、ミッドウェー攻略部隊（第二艦隊）の艦艇や、本土で待機していた空母「瑞鶴」などを北方部隊に編入した。実際、第16任務部隊の正規空母2隻がミッドウェー海域からアリューシャン方面に北上を開始したが、安全策をとって真珠湾に引き返した。アメリカ艦隊が出現しなかったので、北方部隊に増強されていた艦艇は順次、内地へ帰投した。
アメリカ軍はコディアック島、ウムナック島、コールドベイ（アリューシャンズイースト郡）などに配備したアメリカ陸軍航空軍の爆撃機や飛行艇による空襲、潜水艦の攻撃で北方方面の日本軍を牽制した。7月5日、キスカ島沖合でアメリカ潜水艦「グロウラー」が第18駆逐隊に対して魚雷攻撃をおこなう。駆逐艦「霰」を撃沈し、駆逐艦「不知火」と「霞」を撃破した。
さらに同日、アメリカ潜水艦「トライトン」の雷撃で、駆逐艦「子日」がニア諸島のアガッツ島サボック岬沖で沈没した。「霞」と「不知火」はそれぞれ7月27日と8月15日まで応急修理を続けた。

#### 7月15日の海戦
7月15日、キスカ島にてアメリカ潜水艦「グラニオン」が3隻の駆潜艇を攻撃し、そのうちの「第25号駆潜艇」と「第27号駆潜艇」を一撃で撃沈した。「グラニオン」はその後再度キスカ島に向かったところを、日本軍艦艇により反撃を受けて7月31日に撃沈された。

#### キスカ島砲撃
1942年8月7日（日本側記録では8日）、重巡洋艦「インディアナポリス」、「ルイスビル」、軽巡洋艦「ホノルル」、「セントルイス」、「ナッシュビル」、駆逐艦4隻からなるアメリカ海軍第8.6任務群（ウィリアム・スミス少将）がキスカ島に対する艦砲射撃を行った。艦隊は8月3日にコディアックを出撃。8月7日19時55分にまず駆逐艦が砲撃を開始し、続いて巡洋艦も砲撃を始めた。視界の悪さなどのため、11マイルの距離（または重巡洋艦19500ヤード、駆逐艦14500ヤード）からの間接射撃となった。弾着観測のため発進したシーガルのうち1機が二式水上戦闘機により撃墜された。20時21分に射撃終了が命じられ、アメリカ艦隊は撤収した。この砲撃で8インチ砲弾631発、6インチ砲弾3534発、5インチ砲弾2620発を消費したが、後日撮影された写真から、砲撃はほとんどが目標を外れていたことが判明している。この艦砲射撃による日本側の被害は水上戦闘機1機破損、戦死者2名であった。キスカ島には北方部隊（第五艦隊）の潜水艦少数が停泊していたが被害はなく、アメリカ艦隊の邀撃にむかうが接敵しなかった。
この方面を担当していた北方部隊（第五艦隊）は、アメリカ艦隊への対応を余儀なくされた。9月になるとアメリカ軍は占領したアダック島に飛行場を建設し、アッツ島やキスカ島への空襲を強化した。日本軍はアッツ島を放棄し、北海支隊をキスカ島に移駐させる。そしてキスカ島の防衛力の強化のため、輸送作戦を繰り返し行った。10月17日にはキスカ島沖にて輸送作戦中の駆逐艦「初春」「朧」が空襲を受け、朧が沈没、初春が大破した。日本軍はアリューシャン方面に二式水上戦闘機を配備したが、陸上機を運用するための飛行場建設は完成しなかった。
アメリカ軍がアムチトカ島に上陸したと誤認した日本軍は、再びアッツ島に守備隊を上陸させた。10月22日、北海支隊は北海守備隊に改編された。これらの離島への補給は、従来どおり第五艦隊が担当した。

### 1943年

#### アメリカ軍のアムチトカ島上陸
1943年1月12日にアメリカ軍は、重巡洋艦「インディアナポリス」からなる艦隊の支援のもと、日米双方の守備隊が駐留していなかったアムチトカ島に上陸した。戦闘は発生しなかったが、駆逐艦「ウォーデン」が座礁し死傷者が発生した。アメリカ軍は現地に飛行場を建設しアッツ、キスカへの空襲を強化した。日本軍が西部アリューシャンに配備した水上戦闘機では、アメリカ軍の航空戦力に対抗できなくなった。

#### アッツ島沖海戦
1943年2月上旬、日本軍は北部軍を北方軍（樋口季一郎陸軍中将）に改編し、北海守備隊と第1飛行師団を指揮下に編入した。
2月20日、重巡「インディアナポリス」がアッツ島に向かっていた日本軍輸送船「あかがね丸」を発見、撃沈した。日本軍は輸送船単独での航行から、護送船団方式に切り替える。1943年3月上旬の千島列島～アッツ島行き第一次輸送は成功したが、第二次輸送では3月27日にアメリカ艦隊とコマンドルスキー諸島近海で遭遇、アッツ島沖海戦が発生した。本海戦の結果、日本軍は輸送作戦に失敗しアッツ島の玉砕の遠因となった。これ以降、アッツ島とキスカ島への輸送は潜水艦に依存するようになった。第二次輸送船団に乗っていた山崎保代陸軍大佐は、幌筵島にもどったあと、伊31に乗り換えてアッツ島に着任した。

#### アッツ島の戦い
1943年（昭和18年）に入ってから、アメリカ軍は本格的な反攻を開始し、1943年5月12日にアメリカ軍約11,000名がアッツ島に上陸した。自国の領土奪還をかけて大規模な兵力を投入したアメリカ軍に比べて、度重なる輸送船の被害で増強に失敗していた日本軍の守備隊は、山崎保代陸軍大佐以下2,665名とはるかに小規模だった。
戦艦3隻を含む太平洋艦隊が、アッツ島の上陸作戦を支援した。日本海軍は基地航空隊（陸上攻撃機）や潜水艦でアッツ島周辺の艦隊を攻撃したが、戦果はほぼなかった。5月13日、伊31が戦艦「ペンシルベニア」を雷撃したが失敗、駆逐艦「エドワーズ」および「ファラガット」の爆雷と砲撃で撃沈された。4倍近い兵力を持つアメリカ軍の攻撃によりアッツ島の日本軍は29日に全滅した。5月30日、アッツ島の日本軍連絡将校の任についていた伊24が撃沈された。

#### キスカ島撤退とコテージ作戦
1943年5月21日、アッツ島攻防戦の最中に大本営陸海軍部はアッツ島の放棄、キスカ島からの撤退を決定し、キスカ撤退を“ケ号作戦”と呼称した。まず潜水艦による撤収作戦が行われたが、アメリカ海軍の哨戒網に探知されて撃沈されたり損傷する潜水艦が続出、中止された。第二次撤収作戦は水雷戦隊を活用する方式に改められ、7月7日に軽巡洋艦2隻、駆逐艦11隻などからなる撤収部隊（指揮官木村昌福少将／第一水雷戦隊司令官）が幌筵島を出発した。しかし、晴天続きのため15日に作戦中止を決断、帰投した。
7月22日、北方部隊指揮官（旗艦「多摩」、艦長神重徳大佐）も加えて、撤収部隊は再度出撃した。29日に撤収部隊はキスカに入港し、霧が発生したものの作業には何の障害もないままに守備隊を収容して帰還した。この時、アメリカ艦隊は霧の中でレーダーに映った「日本艦隊（実際はレーダーの誤反応とされる）」に対して攻撃を行い、弾薬不足となったためいったんキスカ島の封鎖を解いていた。
キスカ島からの撤退に日本軍が成功し、もぬけの殻となったことに気づかないままアメリカ軍は艦砲射撃を繰り返した後、8月15日にキスカ島にカナダ軍と合わせて約35,000名の兵力で上陸した。この際、同士討ちで米加両軍に100余名の死者が出た。また日本軍が残していった機雷により駆逐艦「アブナー・リード」が大破した。

#### 日本軍の再編
1943年5月18日、日本海軍は北東方面の航空作戦を担当する第十二航空艦隊（司令長官戸塚道太郎海軍中将）を新編した。
8月5日、日本海軍は第十二航空艦隊と第五艦隊により北東方面艦隊（軍隊区分：北東方面部隊）を新編し、十二航空艦隊長官が北東方面艦隊司令長官を兼任した。

## ギャラリー

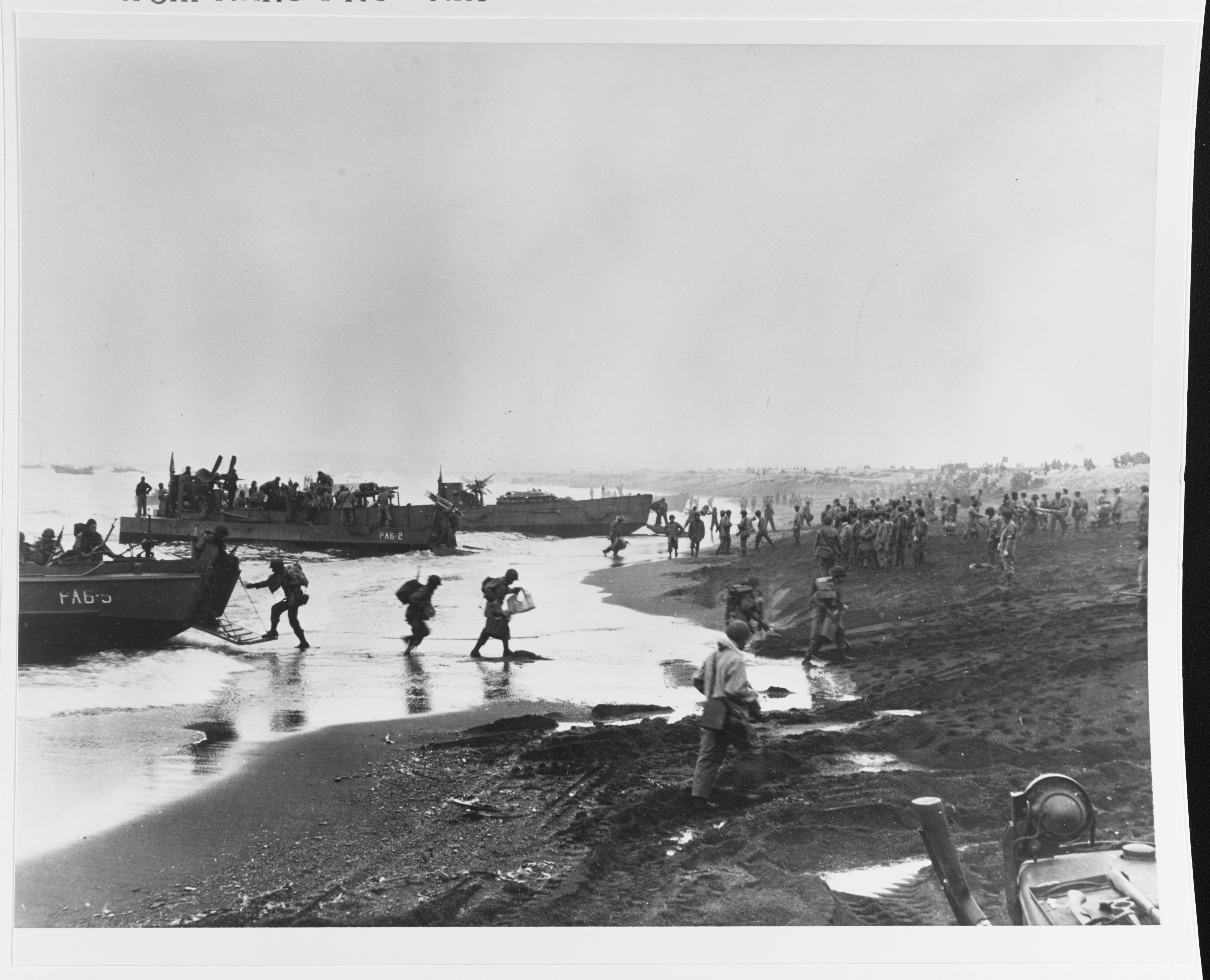
1943年5月12日、マサカー湾に上陸するアメリカ軍兵士。
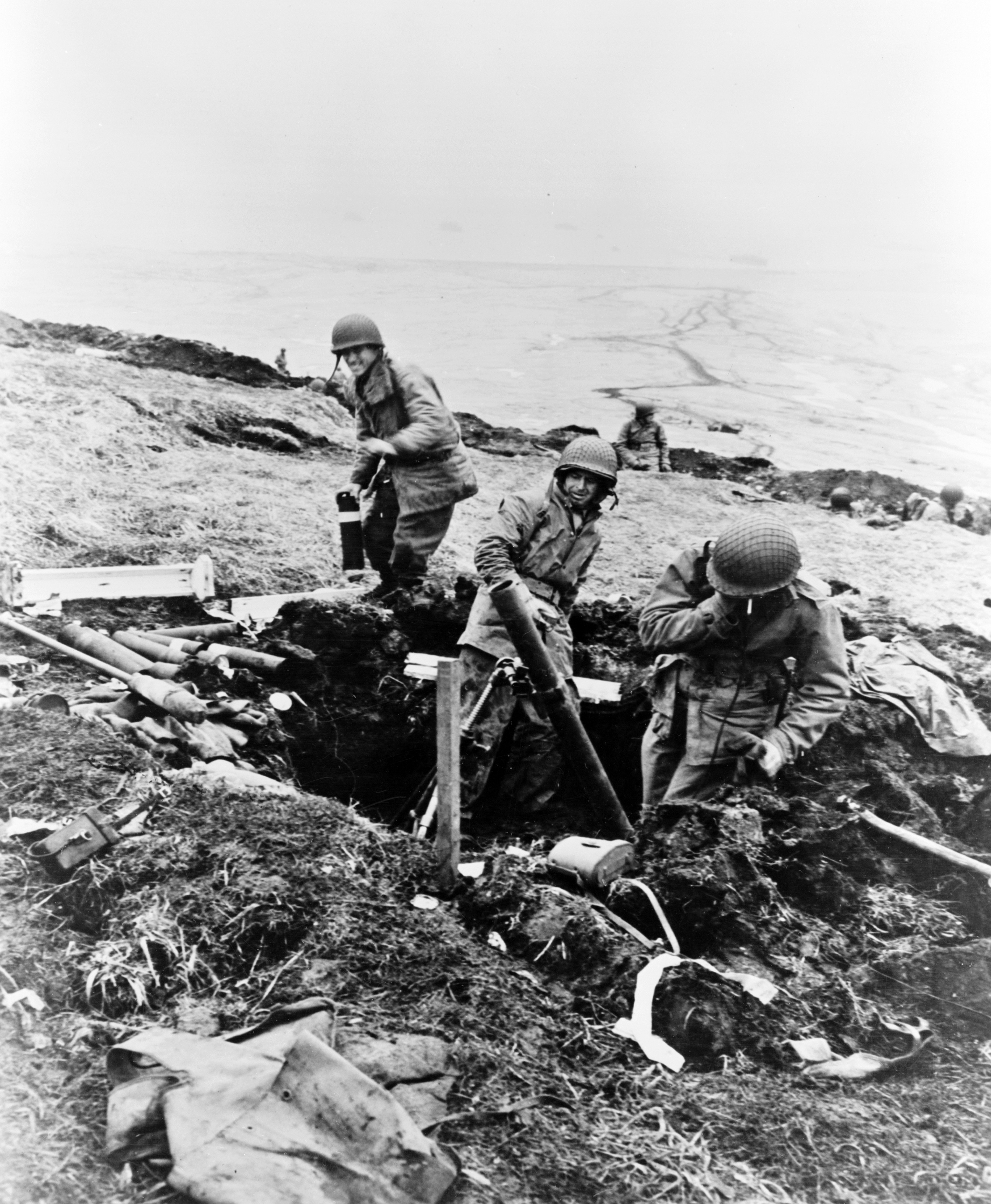
1943年6月4日、アッツ島で塹壕を掘るアメリカ軍兵士。
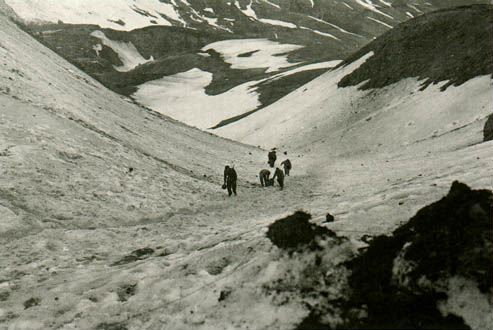
徒歩で物資を運搬するアッツ島のアメリカ軍兵士。
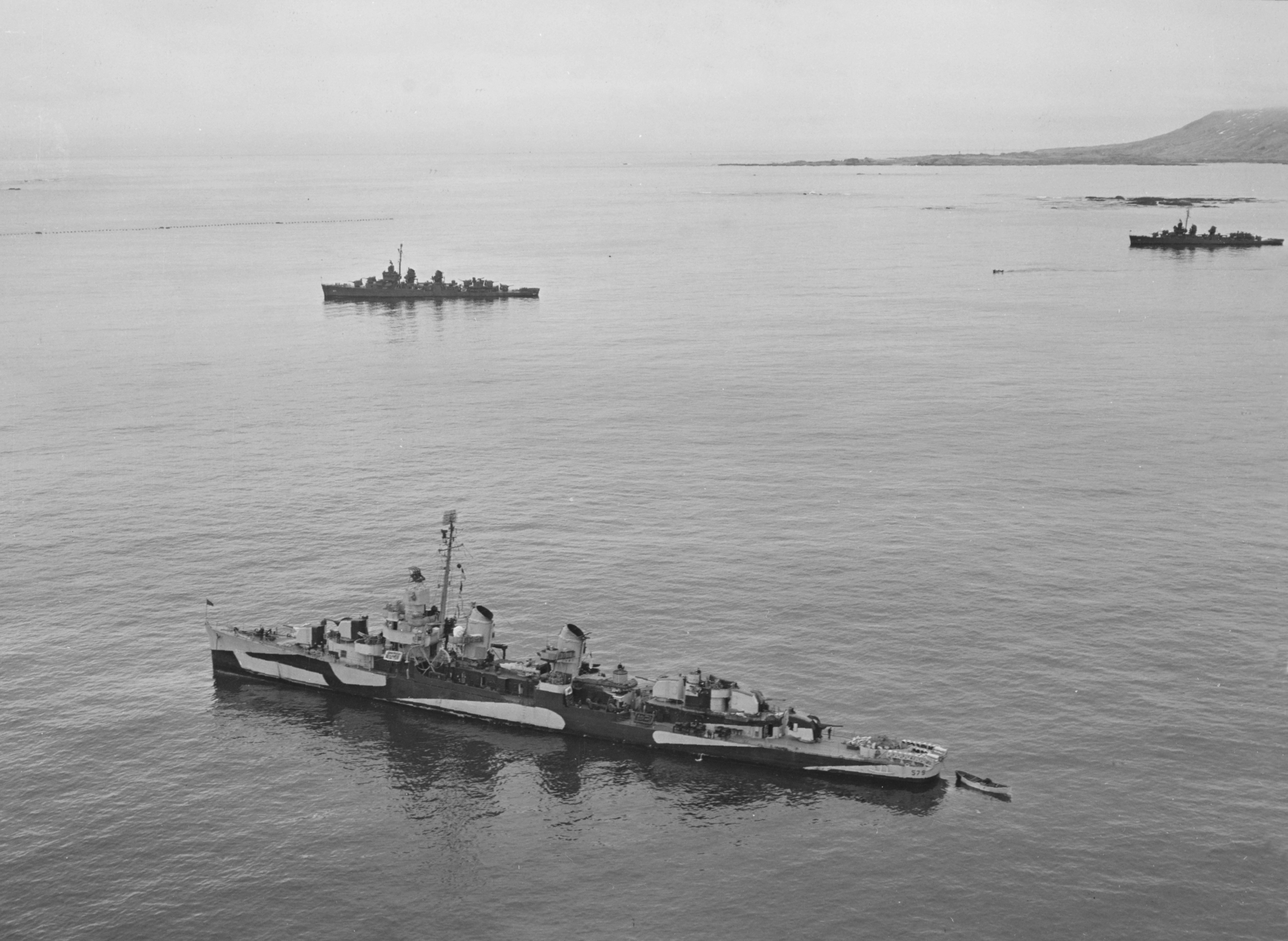
1944年6月9日、アッツ島・マサカー湾に停泊する駆逐艦「ウィリアム・D・ポーター（DD-579）」。
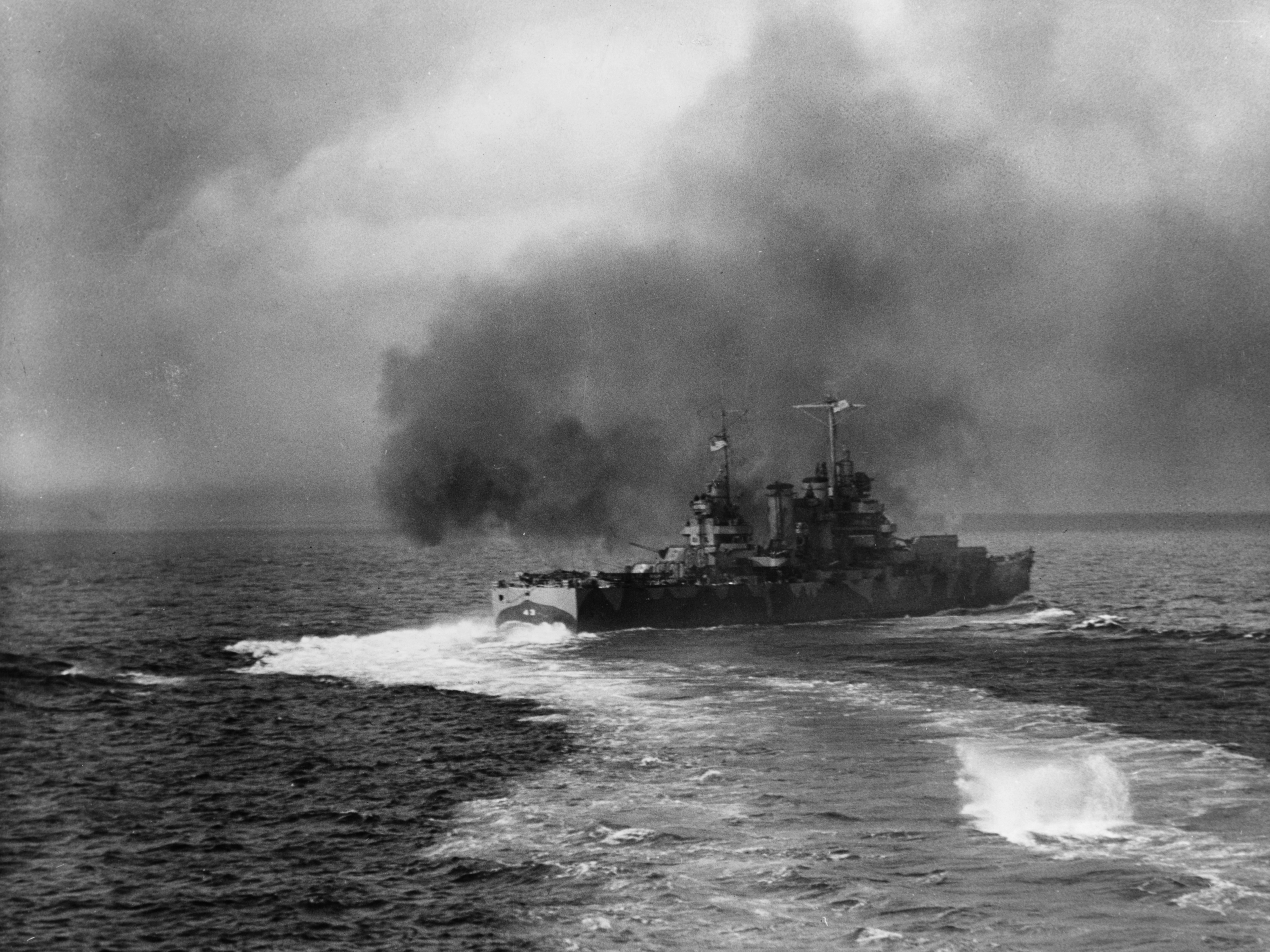
1942年8月8日、キスカ島を砲撃する軽巡洋艦「ナッシュビル（CL-43）」。
撃墜されたアクタン・ゼロの残骸。